# Barberier
Barberier ist eine französische Gemeinde mit 142 Einwohnern (Stand: 1. Januar 2022) im Département Allier in der Region Auvergne-Rhône-Alpes. Sie gehört zum Arrondissement Vichy und zum Gemeindeverband Saint-Pourçain Sioule Limagne.

## Lage
Die Gemeinde Barberier liegt in der historischen Provinz Bourbonnais an der Sioule, etwa 13 Kilometer nordwestlich von Vichy. Barberier hat eine sehr aufgelockerte Siedlungsstruktur ohne einen festen Dorfkern, selbst die Mairie steht auf freiem Feld. Nachbargemeinden von Barberier sind Bayet im Nordosten, Broût-Vernet im Osten, Saint-Germain-de-Salles im Südwesten sowie Étroussat im Westen.

## Bevölkerungsentwicklung
| Jahr                       | 1962 | 1968 | 1975 | 1982 | 1990 | 1999 | 2006 | 2014 | 2022 |
| Einwohner                  | 133  | 170  | 125  | 106  | 108  | 107  | 120  | 134  | 142  |
| Quellen: Cassini und INSEE |      |      |      |      |      |      |      |      |      |

## Sehenswürdigkeiten

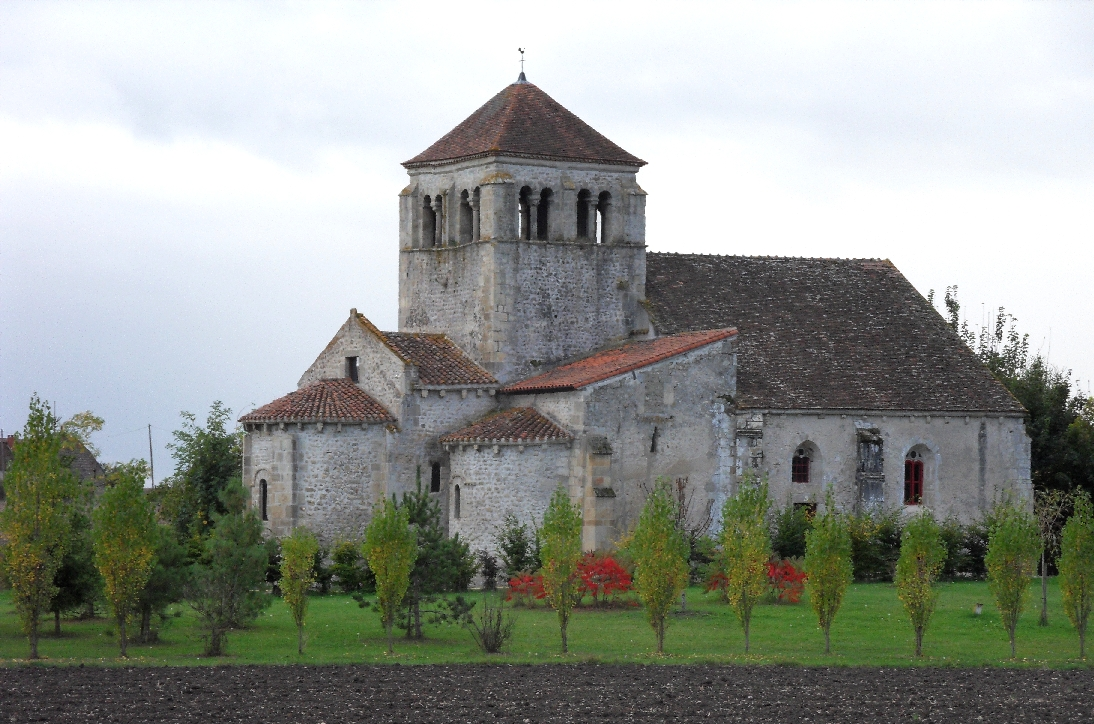
Kirche Saint-André
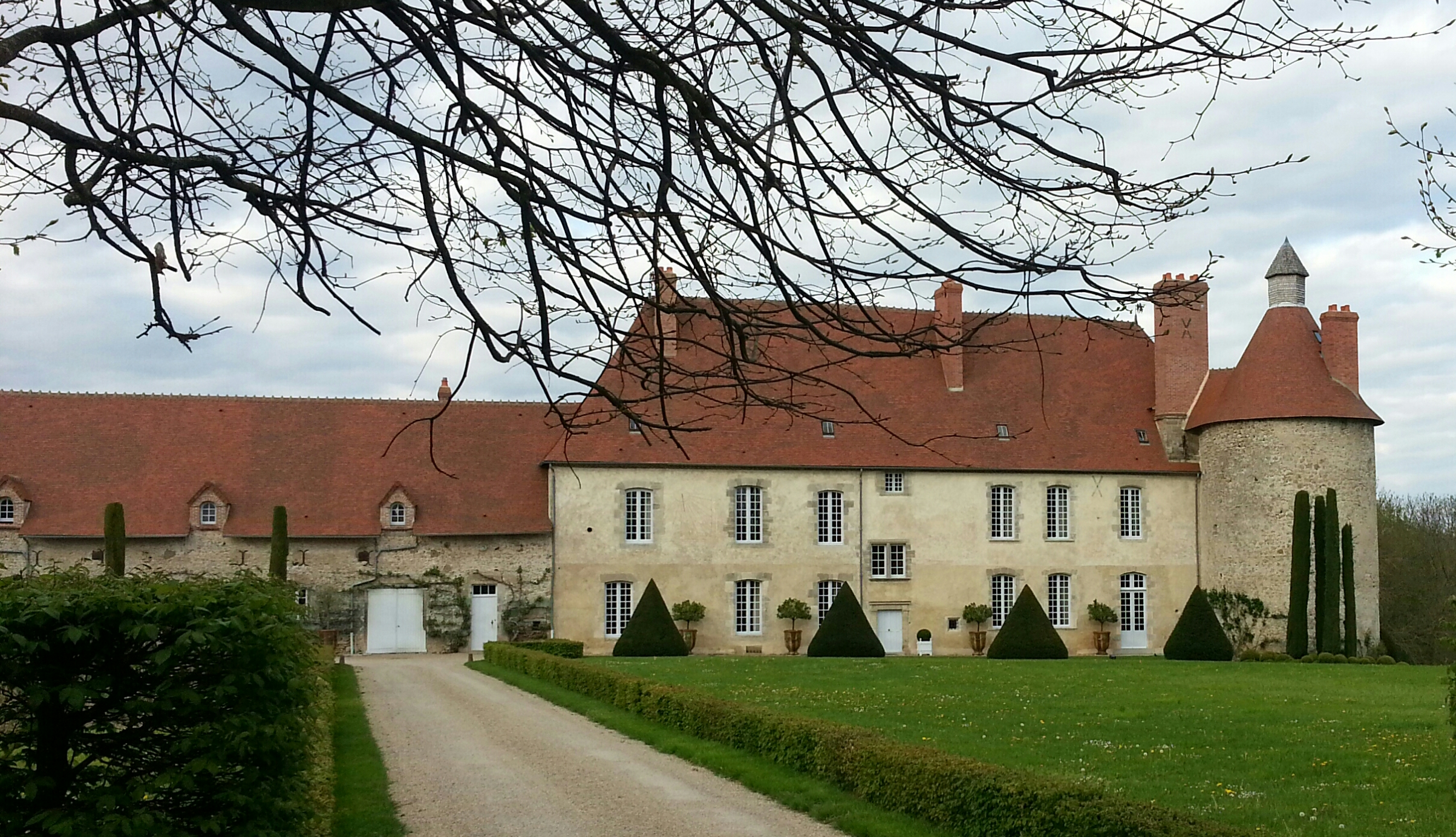
Schloss Bompré (Monument historique)
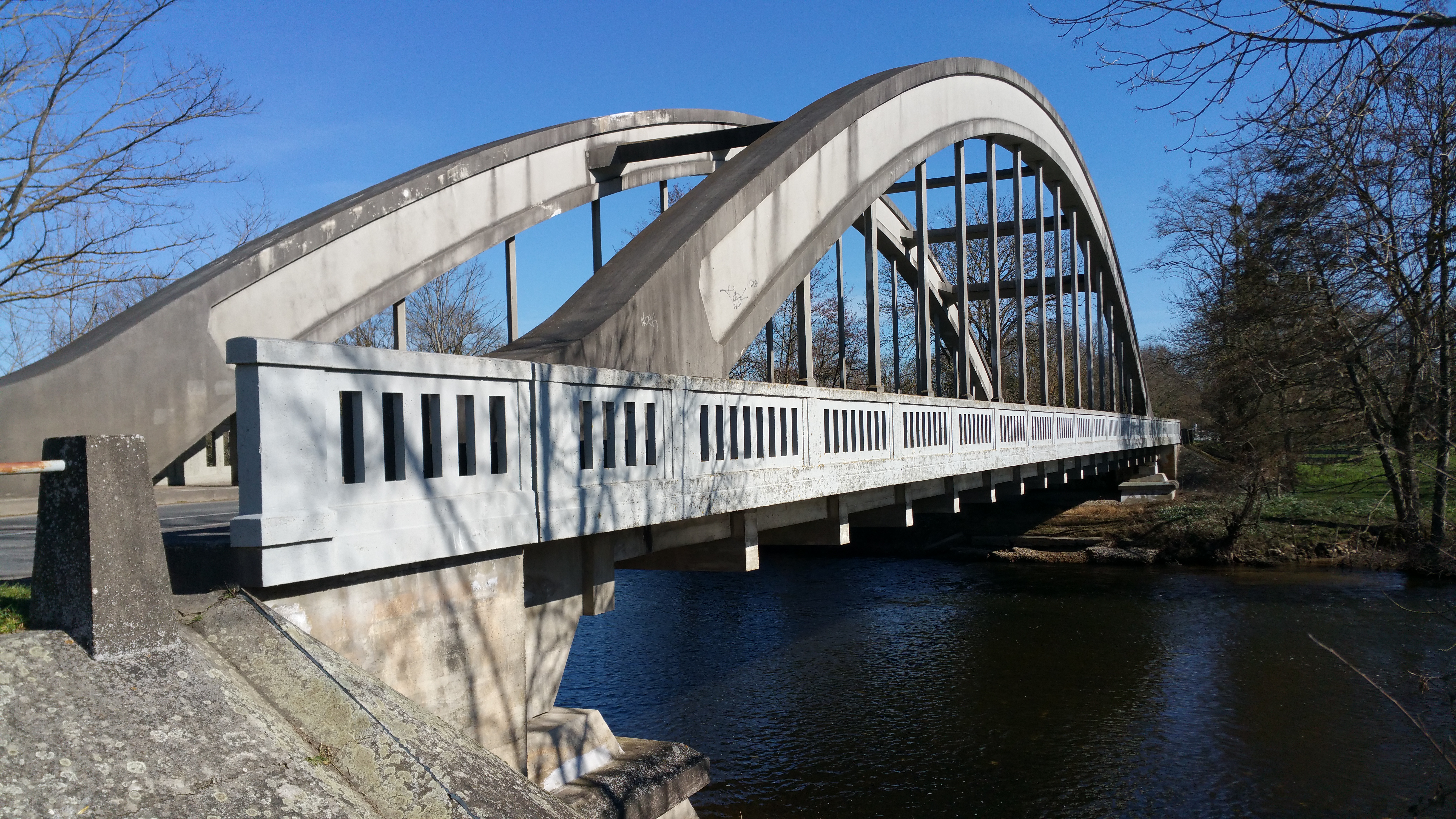
Brücke über die Sioule

- Schloss Percenat
- Schloss Charbonnières

- Kirche Saint-André
- Schloss Bompré
- Brücke über die Sioule